# Teopompo
Teopompo (Quio, c.378 a.C. – Egito, 323 a.C.) foi um historiador e retórico da Grécia Antiga contemporâneo de Alexandre, o Grande.
Por causa de suas opções políticas e críticas à democracia de Atenas, bem como pela sua preferência ao imperialismo espartano, foi obrigado a exilar-se com freqüência de sua ilha natal de Quio. Devido a isso e à sua grande fortuna, realizou muitas viagens, das quais nos deixou abundantes registros. Por influência de Alexandre, pôde retornar à sua cidade, mas após a morte deste abrigou-se no Egito sob Ptolomeu, onde faleceu.
Suas obras têm como características o aprofundamento psicológico de seus personagens. Dentre as suas obras destacam-se, Histórias Helênicas, a continuação do relato de Tucídides e as Filípicas.